# 萊昂鎮區 (愛荷華州萊昂縣)
萊昂鎮區（英語：Lyon Township）是位於美國愛荷華州萊昂縣的一個行政鎮區。

## 地方資料
根據2010年美國人口普查的數據，萊昂鎮區的面積為80.42平方千米，當中陸地面積為80.41平方千米，而水域面積為0.01平方千米。當地共有人口275人，而人口密度為每平方千米3.42人。